# كابيائية
الكابيائية أو فصيلة الكابياء أو الكبيائيات (الاسم العلمي:Caviidae) (أو القبيعات) هي فصيلة من الحيوانات تتبع رتبة القوارض من طائفة الثدييات.

## أسر
- الكابياوات (الاسم العلمي: Caviinae) وتضم أربعة أجناس
- كابياوات المارا (الاسم العلمي: Dolichotinae) وتضم جنساً وحيداً

## أجناس
- كابياء (الاسم العلمي: Cavia) وهو الجنس النموذجي لهذه الفصيلة
- كابياء صفراء الأسنان (الاسم العلمي: Galea)
- كابياء صغيرة (الاسم العلمي: Microcavia)
- كابياء صخرية (الاسم العلمي: Kerodon)
- كابياء المارا (الاسم العلمي: Dolichotis)
- خنزير الماء (الاسم العلمي: Hydrochoerus)

## قائمة أنواع الكابيائية
يوجد عدة أنواع ضمن فصيلة الكابيائية موزعة على أسرتين وعدة أجناس كما يلي:
- كابياء برازيلية (الاسم العلمي:Cavia aperea)
- كابياء لامعة (الاسم العلمي:Cavia fulgida)
- كابياء كبيرة (الاسم العلمي:Cavia magna)
- كابياء خنزيرية (الاسم العلمي:Cavia porcellus)
- كابياء جبلية (الاسم العلمي:Cavia tschudii)
- كابياء صفراء الأسنان برازيلية (الاسم العلمي:Galea flavidens)
- كابياء صفراء الأسنان عادية (الاسم العلمي:Galea musteloides)
- كابياء صفراء الأسنان سبيكسية (الاسم العلمي:Galea spixii)
- كابياء صغيرة جنوبية (الاسم العلمي:Microcavia australis)
- كابياء صغيرة أنديزية (الاسم العلمي:Microcavia niata)
- كابياء صغيرة شيبونية (الاسم العلمي:Microcavia shiptoni)
- كابياء الصخور (الاسم العلمي:Kerodon rupestris)
- كابياء بهلوانية (الاسم العلمي:Kerodon acrobata)
- كابياء باتاغونية (الاسم العلمي:Dolichotis patagonum)
- كابياء باتاغونية قزمة (الاسم العلمي:Dolichotis salinicola)